# Алгоритм Чена
Алгоритм Чена — алгоритм построения выпуклой оболочки конечного множества точек на плоскости. Является комбинацией двух более медленных алгоритмов (сканирование по Грэхему {\displaystyle O(n\log n)} и заворачивание по Джарвису {\displaystyle O(nh)}). Недостатком сканирования по Грэхему является необходимость сортировки всех точек по полярному углу, что занимает достаточно много времени {\displaystyle O(n\log n)}. Заворачивание по Джарвису требует перебора всех точек для каждой из {\displaystyle h} точек выпуклой оболочки, что в худшем случае занимает {\displaystyle O(n^{2})}. Назван по имени Тимоти М. Чена.

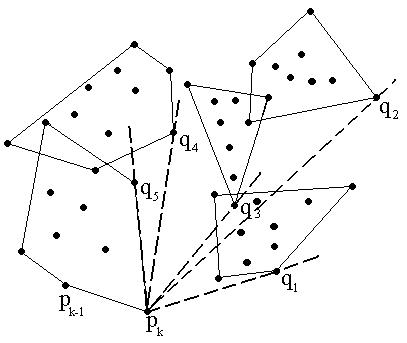
Алгоритм Чена построения выпуклой оболочки. Трудоёмкость, где — количество точек в выпуклой оболочке.

## Описание алгоритма
Идея алгоритма Чена заключается в изначальном делении всех точек на группы по {\displaystyle m} штук в каждой. Соответственно, количество групп равно {\displaystyle r=\left\lceil n/m\right\rceil }. Для каждой из групп строится выпуклая оболочка сканированием по Грэхему за {\displaystyle O(m\log m)}, то есть для всех групп понадобится {\displaystyle O(rm\log m)=O(n\log m)} времени.
Затем, начиная с самой левой нижней точки, для получившихся в результате разбиения оболочек строится общая выпуклая оболочка по Джарвису. При этом следующая подходящая для выпуклой оболочки точка находится за {\displaystyle O(r\log m)}, так как для того, чтобы найти точку с максимальным тангенсом по отношению к рассматриваемой точке в {\displaystyle m}-угольнике достаточно затратить {\displaystyle O(\log m)} (точки в {\displaystyle m}-угольнике были отсортированы по полярному углу во время выполнения алгоритма сканирования Грэхема). В итоге, на обход требуется {\displaystyle O(hr\log m)=O\left(\left(hn/m\right)\log m\right)} времени.
То есть алгоритм Чена работает за {\displaystyle O\left(\left(n+hn/m\right)\log m\right)}, при этом, если получить {\displaystyle m=h}, то за {\displaystyle O(n\log h)}.
```
Hull
(P, m)
 1)взять 

  

    

      

        
r

        
=

        

          
⌈

          

            
n

            

              
/

            

            
m

          

          
⌉

        

      

    

    
{\displaystyle r=\left\lceil n/m\right\rceil }

  

. Разделить 

  

    

      

        
P

      

    

    
{\displaystyle P}

  

 на 

  

    

      

        
r

      

    

    
{\displaystyle r}

  

 дизъюнктных подмножеств 

  

    

      

        

          
P

          

            
1

          

        

        
,

        

        

          
P

          

            
2

          

        

        
,

        

        
…

        
,

        

        

          
P

          

            
r

          

        

      

    

    
{\displaystyle P_{1},\;P_{2},\;\ldots ,\;P_{r}}

  

 мощности не более 

  

    

      

        
m

      

    

    
{\displaystyle m}

  

;
 2)
for
 i = 1 to r 
do
:
     (a) вычислить выпуклую оболочку 
Graham
(

  

    

      

        

          
P

          

            
i

          

        

      

    

    
{\displaystyle P_{i}}

  

), сохранить вершины в отсортированном по полярному углу массиве;
 3)в качестве 

  

    

      

        

          
p

          

            
1

          

        

      

    

    
{\displaystyle p_{1}}

  

 взять самую левую и нижнюю точку из 

  

    

      

        
P

      

    

    
{\displaystyle P}

  

;
 4)
for
 k = 1 to m 
do

     (a) 
for
 i = 1 to r 
do

             найти и запомнить точку 

  

    

      

        

          
q

          

            
i

          

        

      

    

    
{\displaystyle q_{i}}

  

 из 

  

    

      

        

          
P

          

            
i

          

        

      

    

    
{\displaystyle P_{i}}

  

 с максимальным углом 

  

    

      

        

          
p

          

            
k

            
−

            
1

          

        

        

          
p

          

            
k

          

        

        

          
q

          

            
i

          

        

      

    

    
{\displaystyle p_{k-1}p_{k}q_{i}}

  

;
     (b) взять в качестве 

  

    

      

        

          
p

          

            
k

            
+

            
1

          

        

      

    

    
{\displaystyle p_{k+1}}

  

 точку 

  

    

      

        
q

      

    

    
{\displaystyle q}

  

 из 

  

    

      

        

          

            
q

            

              
1

            

          

          
,

          

          

            
q

            

              
2

            

          

          
,

          

          
…

          
,

          

          

            
q

            

              
r

            

          

        

      

    

    
{\displaystyle {q_{1},\;q_{2},\;\ldots ,\;q_{r}}}

  

 с максимальным углом 

  

    

      

        

          
p

          

            
k

            
−

            
1

          

        

        

          
p

          

            
k

          

        

        
q

      

    

    
{\displaystyle p_{k-1}p_{k}q}

  

;
     (c) 
if
 

  

    

      

        

          
p

          

            
k

            
+

            
1

          

        

        
=

        

          
p

          

            
1

          

        

      

    

    
{\displaystyle p_{k+1}=p_{1}}

  

 
return
 

  

    

      

        

          

            
p

            

              
1

            

          

          
,

          

          
…

          
,

          

          

            
p

            

              
k

            

          

        

      

    

    
{\displaystyle {p_{1},\;\ldots ,\;p_{k}}}

  

;
 5) 
return
 

  

    

      

        
m

      

    

    
{\displaystyle m}

  

 маленькое, попробуйте еще;
```

## Выбор числа точек m
Ясно, что обход по Джарвису, а следовательно и весь алгоритм, будет корректно работать только если {\displaystyle m\geqslant h}, но как заранее узнать, сколько точек будет в выпуклой оболочке? Надо запускать алгоритм несколько раз, подбирая {\displaystyle m} и, если {\displaystyle m<h}, то алгоритм будет возвращать ошибку. Если делать подбор бинарным поиском по {\displaystyle n}, то в итоге получится время {\displaystyle O((n\log h)\log n)=O(n\log n)}, что достаточно долго.
Процесс можно ускорить, если начать с маленького значения и после значительно его увеличивать, пока не получится {\displaystyle m\geqslant h}. Например, взять {\displaystyle 2^{2^{t}}}. При этом {\displaystyle t}-я итерация займет {\displaystyle O(n\log 2^{2^{t}})=O(n2^{t})}. Процесс поиска завершится, когда {\displaystyle 2^{2^{t}}\geqslant h}, то есть {\displaystyle t=\lceil \mathrm {lg} \,\mathrm {lg} \,h\rceil } ({\displaystyle \mathrm {lg} } — двоичный логарифм).
В итоге {\displaystyle \sum _{t=1}^{\mathrm {lg} \,\mathrm {lg} \,h}n2^{t}=n\sum _{t=1}^{\mathrm {lg} \,\mathrm {lg} \,h}2^{t}\leqslant n2^{1+\mathrm {lg} \,\mathrm {lg} \,h}=2n\,\mathrm {lg} \,h=O(n\log h)}.
```
ChanHull
(P)
 
for
 t = 1 to n do:
     (a) взять 

  

    

      

        
m

        
=

        
min

        
(

        

          
2

          

            

              
2

              

                
t

              

            

          

        

        
,

        

        
n

        
)

      

    

    
{\displaystyle m=\min(2^{2^{t}},\;n)}

  

;
     (b) L = 
Hull
(P, m);
     (c) 
if
 L != «

  

    

      

        
m

      

    

    
{\displaystyle m}

  

 маленькое, попробуйте еще» 
return
 L;
```